# NGC 1079
NGC 1079 est une vaste (?) galaxie spirale intermédiaire située dans la constellation du Fourneau. NGC 1079 a été découverte par l'astronome britannique John Herschel en 1835. Selon sa classification, cette galaxie contient un anneau externe et un anneau interne.

## Caractéristiques
NGC 1079 présente une large raie HI.
En raison d'une brillance de surface égale à 14,58 mag/am2, on peut qualifier NGC 1079 de galaxie à faible brillance de surface (LSB en anglais pour low surface brightness). Les galaxies LSB sont des galaxies diffuses (D) avec une brillance de surface inférieure de moins d'une magnitude à celle du ciel nocturne ambiant.

### Distance
Sa vitesse par rapport au fond diffus cosmologique est de  1 280 ± 13 km/s, ce qui correspond à une distance de Hubble de 18,9 ± 1,3 Mpc (∼61,6 millions d'al).
À ce jour, quatre mesures non basées sur le décalage vers le rouge (redshift) donnent une distance de 25,200 ± 7,541 Mpc (∼82,2 millions d'al), ce qui est à l'intérieur des valeurs de la distance de Hubble. Notons cependant que c'est avec la valeur moyenne des mesures indépendantes, lorsqu'elles existent, que la base de données NASA/IPAC calcule le diamètre d'une galaxie et qu'en conséquence le diamètre de NGC 1079 pourrait être d'environ 38,5 kpc (∼126 000 al) si on utilisait la distance de Hubble pour le calculer.

## Morphologie
NGC 1079 a été utilisée par Gérard de Vaucouleurs comme une galaxie de type morphologique (R1R2')SAB(rs)a dans son atlas des galaxies,.

### Un disque entourant le noyau
Grâce aux observations du télescope spatial Hubble, on a détecté un disque de formation d'étoiles autour du noyau de NGC 1079. La taille de son demi-grand axe est estimée à 130 pc (~425 années-lumière).

## Groupe de NGC 1097
NGC 1079 fait partie d'un groupe de galaxies d'au moins 5 membres, le groupe de NGC 1097. Outre NGC 1079 et NGC 1097, les trois autres galaxies du groupe sont IC 1826 , NGC 1097A (PGC 10479) et ESO 416-32 (aussi désignée comme étant NGC 1097B). Le site « Un Atlas de l'Univers » mentionne également l'existence de ce groupe, mais en indiquant que les galaxies NGC 1079, NGC 1097 et IC 1826.